# Bolivaremia
Bolivaremia is een geslacht van rechtvleugeligen uit de familie Dericorythidae. De wetenschappelijke naam van dit geslacht is voor het eerst geldig gepubliceerd in 1949 door Morales-Agacino.

## Soorten
Het geslacht Bolivaremia  is monotypisch en omvat slechts de volgende soort:
- Bolivaremia domenechi (Morales-Agacino, 1949)